# Kanoistika na Letních olympijských hrách 2008 – K1 slalom muži
Závod ve vodním slalomu K1 mužů na Letních olympijských hrách 2008 se konal na kanále v areálu Shunyi Olympic Rowing-Canoeing Park ve dnech 11. a 12. srpna 2008. Z českých závodníků se jej zúčastnil Vavřinec Hradilek (11. místo), zlatou medaili získal Němec Alexander Grimm.

## Program
Časy jsou uvedeny v UTC+8.
| Datum                  | Čas           | Fáze       |
| ---------------------- | ------------- | ---------- |
| pondělí 11. srpna 2008 | 15:50 a 17:42 | rozjížďky  |
| úterý 12. srpna 2008   | 15:40         | semifinále |
| úterý 12. srpna 2008   | 17:17         | finále     |

## Výsledky
| Pořadí           | Jméno                       | Rozjížďky | Rozjížďky | Rozjížďky | Rozjížďky | Rozjížďky | Rozjížďky | Semifinále  | Semifinále  | Semifinále  | Finále      | Finále      | Finále      | Finále      |
| Pořadí           | Jméno                       | 1. jízda  | Pen.      | 2. jízda  | Pen.      | Celkem    | Pořadí    | Čas         | Pen.        | Pořadí      | Čas         | Pen.        | Celkem      | Pořadí      |
| ---------------- | --------------------------- | --------- | --------- | --------- | --------- | --------- | --------- | ----------- | ----------- | ----------- | ----------- | ----------- | ----------- | ----------- |
| Zlatá medaile    | Alexander Grimm (GER)       | 84,90     | 2         | 84,36     | 0         | 169,26    | 4.        | 87,31       | 0           | 4.          | 84,39       | 0           | 171,70      | 1.          |
| Stříbrná medaile | Fabien Lefèvre (FRA)        | 85,66     | 0         | 82,40     | 0         | 168,06    | 2.        | 87,21       | 0           | 3.          | 86,09       | 0           | 173,30      | 2.          |
| Bronzová medaile | Benjamin Boukpeti (TOG)     | 90,17     | 2         | 82,09     | 0         | 172,26    | 8.        | 86,08       | 0           | 1.          | 87,37       | 0           | 173,45      | 3.          |
| 4.               | Eoin Rheinisch (IRL)        | 88,52     | 0         | 87,81     | 2         | 176,33    | 15.       | 88,85       | 0           | 10.         | 88,06       | 0           | 176,91      | 4.          |
| 5.               | Warwick Draper (AUS)        | 86,28     | 0         | 86,30     | 0         | 172,58    | 10.       | 86,09       | 0           | 2.          | 91,76       | 0           | 177,85      | 5.          |
| 6.               | David Ford (CAN)            | 85,35     | 0         | 89,49     | 0         | 174,84    | 13.       | 88,46       | 0           | 6.          | 89,89       | 2           | 178,35      | 6.          |
| 7.               | Helmut Oblinger (AUT)       | 86,21     | 0         | 85,54     | 0         | 171,75    | 6.        | 88,69       | 0           | 9.          | 90,14       | 2           | 178,83      | 7.          |
| 8.               | Dariusz Popiela (POL)       | 85,51     | 0         | 85,51     | 0         | 171,02    | 5.        | 88,49       | 0           | 7.          | 91,19       | 0           | 179,68      | 8.          |
| 9.               | Robert Bouten (NED)         | 86,26     | 0         | 88,90     | 2         | 175,16    | 14.       | 88,40       | 0           | 5.          | 139,59      | 50          | 227,99      | 9.          |
| 10.              | Daniele Molmenti (ITA)      | 85,13     | 0         | 83,46     | 0         | 168,59    | 3.        | 88,56       | 2           | 8.          | 142,37      | 52          | 230,93      | 10.         |
|                  |                             |           |           |           |           |           |           |             |             |             |             |             |             |             |
| 11.              | Vavřinec Hradilek (CZE)     | 85,61     | 0         | 86,41     | 0         | 172,02    | 7.        | 88,97       | 0           | 11.         | nepostoupil | nepostoupil | nepostoupil | nepostoupil |
| 12.              | Peter Cibák (SVK)           | 86,26     | 0         | 86,69     | 0         | 172,95    | 11.       | 89,41       | 2           | 12.         | nepostoupil | nepostoupil | nepostoupil | nepostoupil |
| 13.              | Peter Kauzer (SLO)          | 81,79     | 0         | 84,70     | 0         | 166,49    | 1.        | 89,42       | 4           | 13.         | nepostoupil | nepostoupil | nepostoupil | nepostoupil |
| 14.              | Guillermo Díez-Canedo (ESP) | 84,95     | 0         | 88,07     | 0         | 173,02    | 12.       | 90,06       | 2           | 14.         | nepostoupil | nepostoupil | nepostoupil | nepostoupil |
| 15.              | Campbell Walsh (GBR)        | 86,72     | 2         | 85,72     | 0         | 172,44    | 9.        | 95,74       | 2           | 15.         | nepostoupil | nepostoupil | nepostoupil | nepostoupil |
|                  |                             |           |           |           |           |           |           |             |             |             |             |             |             |             |
| 16.              | Pablo McCandless (CHI)      | 88,24     | 0         | 88,40     | 2         | 176,64    | 16.       | nepostoupil | nepostoupil | nepostoupil | nepostoupil | nepostoupil | nepostoupil | nepostoupil |
| 17.              | Michael Kurt (SUI)          | 87,58     | 2         | 91,08     | 4         | 178,66    | 17.       | nepostoupil | nepostoupil | nepostoupil | nepostoupil | nepostoupil | nepostoupil | nepostoupil |
| 18.              | Kazuki Jazawa (JPN)         | 89,82     | 0         | 90,05     | 2         | 179,87    | 18.       | nepostoupil | nepostoupil | nepostoupil | nepostoupil | nepostoupil | nepostoupil | nepostoupil |
| 19.              | Atanas Nikolovski (MKD)     | 92,63     | 2         | 88,56     | 0         | 181,19    | 19.       | nepostoupil | nepostoupil | nepostoupil | nepostoupil | nepostoupil | nepostoupil | nepostoupil |
| 20.              | Scott Parsons (USA)         | 84,91     | 0         | 135,63    | 52        | 220,54    | 20.       | nepostoupil | nepostoupil | nepostoupil | nepostoupil | nepostoupil | nepostoupil | nepostoupil |
| 21.              | Ting Fu-süe (CHN)           | 87,47     | 0         | 140,92    | 50        | 228,39    | 21.       | nepostoupil | nepostoupil | nepostoupil | nepostoupil | nepostoupil | nepostoupil | nepostoupil |